# Platypygus maculiventris
Platypygus maculiventris is een vliegensoort uit de familie van de Mythicomyiidae. De wetenschappelijke naam van de soort is voor het eerst geldig gepubliceerd in 1874 door Loew.